# Constant Guillois
Constant Guillois est un prélat catholique français né le 26 février 1833 à Mauron et mort le 22 octobre 1910 à Rennes. Il est évêque du diocèse du Puy-en-Velay de 1894 à 1907, puis archevêque titulaire de celui de Pessinus (de).

## Biographie
Constant-Ludovic-Marie Guillois est le fils de Louis Guillois, marchand, et de Constance Poignet. Il est l'oncle de Louis Guillois.
Ordonné prêtre le 6 juin 1857, il est évêque du Puy-en-Velay (1894-1907), puis archevêque titulaire de Pessinus (de) à partir de 1907.